# Brasserie Forêt
La brasserie Forêt est une brasserie artisanale belge située à Sart dans la commune de Comblain-au-Pont en province de Liège.

## Histoire
Depuis 2017, la brasserie d'Emmanuel Forêt, son créateur, et de son épouse, produit la bière Forêt dans l'ancienne école datant de 1909 du village de Sart situé sur les hauteurs de Poulseur faisant partie de la commune de Comblain-au-Pont. La brasserie dispose d’une installation neuve et moderne, permettant de maîtriser totalement sa production dans des conditions professionnelles. Le malt est produit en agriculture régénérative par cinq agriculteurs de Gembloux. La première bière produite est la Forêt, une bière blonde. Les étiquettes représentent une tête de cerf derrière quelques épis d'orge.

## Bières
La Forêt se décline actuellement en 5 variétés.
- Forêt : bière blonde de 6,2 % de volume, composée de trois houblons. C'est la première bière qui a été brassée.
- Forêt Amazone : bière blonde avec amertume, titrant 5,3 % de volume, composée de cinq houblons.
- Forêt d'Ambre : bière ambrée à la couleur cuivrée titrant 7,2 % de volume.
- Forêt Triple : bière blonde et triple, titrant 8,2 % de volume constituée d'une sélection de houblons traditionnels.
- Forêt Noire : bière noire forte, houblonnée et avec amertume, titrant 9,2 % de volume.